# Problemzentriertes Interview
Das problemzentrierte Interview (engl.: problem-centered interview) ist eine Erhebungsmethode der qualitativen Sozialforschung, mit der Daten von Befragten erfragt (und ausgewertet) werden. Im Mittelpunkt stehen dabei die Erfahrungen, Wahrnehmungen und Reflexionen der Befragten zu einem ganz bestimmten Problem (Thema). Die Methode wurde 1982 von Andreas Witzel eingeführt. Das problemzentrierte Interview wurde zunächst als Methode der Biografieforschung etabliert, findet inzwischen aber auch in anderen Bereichen der Sozialforschung Anwendung. Es ist an die Grounded Theory angelehnt. Zentral sind für die Methode Problemzentrierung, die Gegenstands- und Prozessorientierung. Die einander ergänzenden Instrumente der Methode sind Kurzfragebogen, Interview-Leitfaden, Audioaufzeichnung des Interviews und Postscriptum.
Auf Grundlage eines Leitfadens werden offene Fragen gestellt, es werden im problemzentrierten Interview also keine festen Dimensionen und Kategorien (in Form von sog. Items) abgefragt. Somit grenzt sich dieses Interview von quantitativen Methoden ab, es weist dabei aber einen deutlich höheren Strukturierungsgrad auf als narrative Interviews und wird der Kategorie der halbstandardisierten Interviews zugerechnet. Obwohl es den qualitativen Methoden der Sozialforschung zuzurechnen ist, wird das leitfadenbasierte Interview bei dieser Erhebungsmethode durch einen Kurzfragebogen, der die Funktion hat, biographische und soziale Hintergrunddaten der Befragten zu erheben, ergänzt. In einem Postscriptum werden direkt nach einem Gespräch Eindrücke und wesentliche Inhalte des Interviews festgehalten.
Die Leitfragen des problemzentrierten Interviews haben zum einen die Funktion, Impulse für eine freie Erzählung (Narrationen) des Interviewpartners zu geben, sollen es dem Interviewenden aber auch ermöglichen, an die Narrationen des Befragten anzuknüpfen und das Interview auf das Problem zu beziehen. Sie werden dementsprechend in erzählungsgenerierende und verständnisgenerierende Kommunikationsstrategien eingeteilt. Hierin unterscheidet sich das problemzentrierte auch vom narrativen Interview, in dem Erzähl- und Nachfragephase strikt getrennt sind.
Die Auswertung betreffend macht das Konzept des problemzentrierten Interviews keine strikten Vorgaben. Andreas Witzel schlägt aber auf der Grundlage relativ großer Fallzahlen zunächst Einzelfallanalysen und eine darauf aufbauende Typenbildung vor.